# Jamal Charles
Jamal Ray Charles (Saint Andrew, Granada, 24 de noviembre de 1995) es un futbolista granadino. Juega de delantero.

## Selección nacional
Ha sido internacional con la Selección de fútbol de Granada, ha jugado 12 partidos internacionales y ha anotado 6 goles.

### Goles internacionales
| # | Fecha               | Lugar                                                      | Rival             | Goles | Resultado | Competición                                   |
| - | ------------------- | ---------------------------------------------------------- | ----------------- | ----- | --------- | --------------------------------------------- |
| 1 | 16 de mayo de 2015  | Philip Marcellin Grounds, Vieux-Fort, Santa Lucía          | Santa Lucía       | 1–0   | 2–0       | Amistoso                                      |
| 2 | 16 de mayo de 2015  | Philip Marcellin Grounds, Vieux-Fort, Santa Lucía          | Santa Lucía       | 2–0   | 2–0       | Amistoso                                      |
| 3 | 16 de junio de 2015 | Estadio Nacional de Granada, Saint George, Granada         | Puerto Rico       | 2–0   | 2–0       | Eliminatorias Concacaf Rusia 2018             |
| 4 | 19 de marzo de 2016 | Estadio Nacional de Granada, Saint George, Granada         | Trinidad y Tobago | 1–1   | 2–2       | Amistoso                                      |
| 5 | 22 de marzo de 2016 | Estadio Nacional de Granada, Saint George, Granada         | Sint Maarten      | 2–0   | 5–0       | Clasificación para la Copa del Caribe de 2017 |
| 6 | 7 de junio de 2016  | Estadio Sir Vivian Richards, Saint John, Antigua y Barbuda | Antigua y Barbuda | 1–2   | 1–5       | Clasificación para la Copa del Caribe de 2017 |

## Clubes
| Club                | País              | Año         |
| ------------------- | ----------------- | ----------- |
| Paradise F. C.      | Granada           | 2012 - 2015 |
| W Connection        | Trinidad y Tobago | 2015 - 2017 |
| C. D. S. Vida       | Honduras          | 2017 - 2018 |
| Real Monarchs       | Estados Unidos    | 2018        |
| Real C. D. España   | Honduras          | 2019        |
| C. D. Real Sociedad | Honduras          | 2020 - 2023 |